# Impasse Grisel
L'impasse Grisel est une voie située dans le 15e arrondissement de Paris, en France.

## Origine du nom

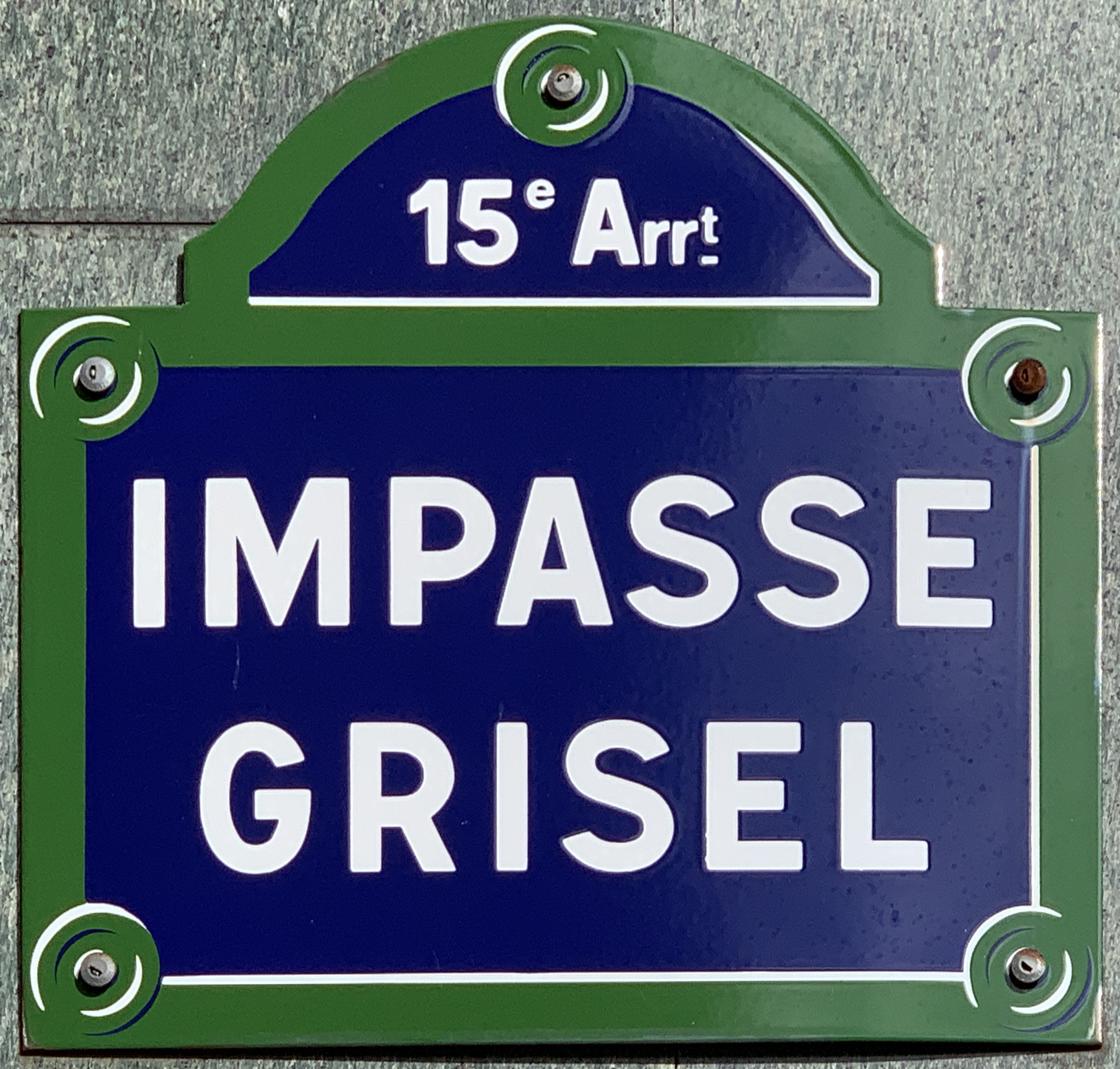
Plaque de l'impasse.